# 岩下製陶
岩下製陶（いわしたせいとう）は、栃木県芳賀郡益子町にある益子焼の窯元・陶器製造業者である。

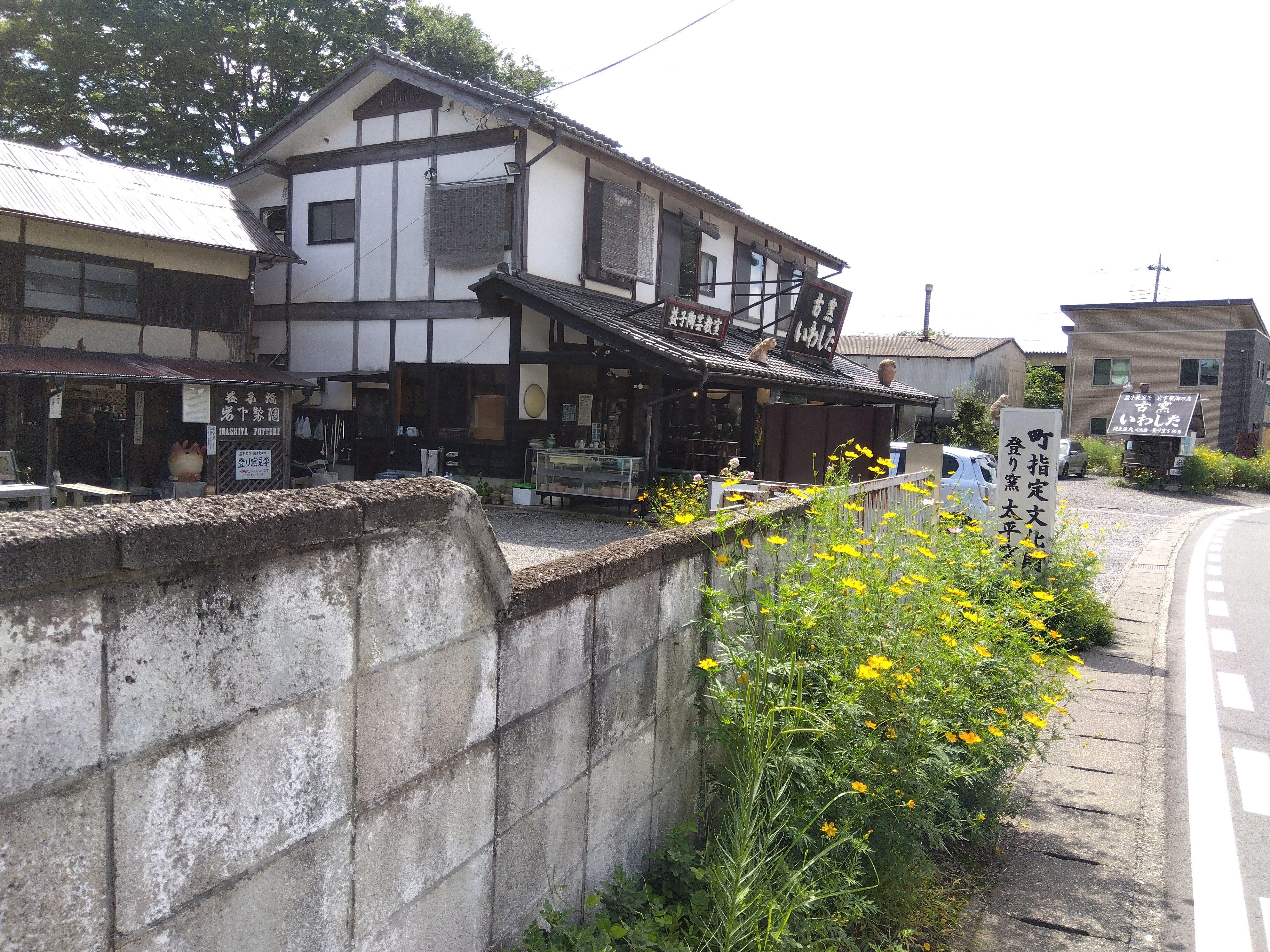
栃木県益子町にある「岩下製陶」と販売店「古窯いわした」。

現在の店舗名は「古窯いわした」。古くは「岩下窯」と呼ばれ、「岩下製陶所」と呼称していた。
現在地には、益子町の有形文化財に指定され、また文化庁の認定する日本遺産ストーリー「かさましこ～兄弟産地が紡ぐ"焼き物語"～」の構成文化財に認定された、北関東最大級の、そして「益子最古」の登り窯があることで有名である。

## 沿革
江戸時代末期の慶応元年12月（1866年1月）、2代目・岩下作右衛門（岩下製陶初代当主）が農間余業として瀬戸焼業：窯業を大田原藩に願い出て、慶応2年6月（1866年7月）大平村で創業した。翌慶応3年4月（1867年5月）には初めて窯を焼き上げたと言われている。
慶応3年（1867年）に2代目作右衛門が没した後、3代目・岩下作右衛門：後の岩下太平（岩下製陶2代目当主）に窯業が受け継がれた。
1876年（明治9年）7月、館林村に弟である岩下吉造（別表記に吉蔵）の名義で支店、1877年（明治10年）頃には千葉県野田の瀬戸川岸に出張店、1885年（明治18年）には益子村に「岩下吉造商店」を設置した。
1881年（明治14年）から1882年（明治15年）の頃、太平は吉造に岩下家の家督を譲り、太平は益子村に移転して仲買業を営んだ。1887年（明治20年）には太平・吉造が両者ともに益子村で営業しており、1889年（明治22年）の仲買業組合の名簿には、太平と吉造の両名の名が記してあった。
1898年（明治31年）には茨城県結城にあった川島停車場に出張所を設置した。
この後も益子村の窯場を多く傘下に持ち、事業を拡大していった。
1906年（明治39年）10月25日には太平と吉造は江川甲子五郎と共に「丸三合資会社」を設立。陶器や薪や灰などの売買を行った。
1907年（明治40年）に弟・吉造が亡くなると、岩下窯の事業の大部分は兄・太平が主導権を握ることになった。太平は大正前期には益子陶器同業組合の組長も務めた。
弟の岩下吉造家は農業を受け継いでいくが、兄の岩下太平家はその後も窯業を続け、岩下貞九郎（岩下製陶3代目）、岩下文二（岩下製陶4代目）と続いていき、現在は個人陶芸家を営んでいる岩下製陶5代目・岩下哲夫、そして岩下製陶6代目となる岩下宗晶へと続いている。
現在は益子焼販売店である「古窯いわした」の他、「益子陶芸教室」も営んでいる。また益子陶器市開催時には「古窯いわした：岩下製陶」でテント市の一つである「古窯いわした広場」が開かれている。

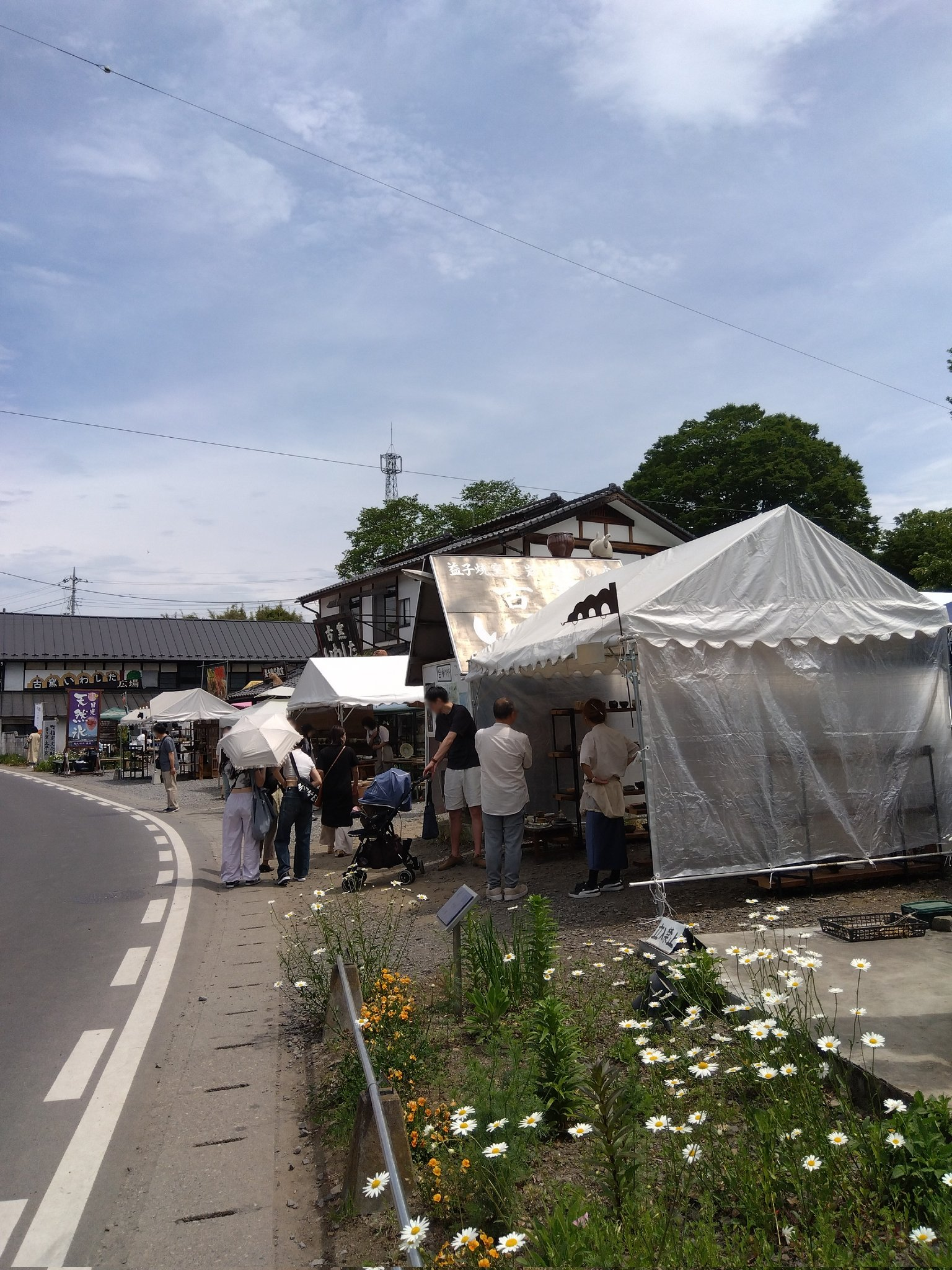
2023年（令和5年）春の益子陶器市「岩下製陶」のテント村「古窯いわした広場」。

また6代目・宗昌が中心となり、2014年（平成26年）から、制作過程で欠けてしまった陶器など、日の目を見ずに捨てられてしまった作品を供養する「陶器供養」となる「ともしびのよる」を企画実行するなど、後述の「益子最古の登り窯」を用いた「新しい益子の文化」を開催している。

## 岩下製陶の登窯：古窯、太平窯
現在、岩下製陶内で保存公開されている2基の登り窯。
東側には岩下製陶2代目の岩下太平が1893年（明治26年）に築いた益子町最古の登り窯・通称「古窯」があり。また西側には1918年（大正7年）に築かれた、現存する中では北関東最大級の登り窯・岩下太平になぞらえた通称「太平窯」がある。
共に2007年（平成19年）7月18日に益子町の有形文化財に指定され、また2020年度（令和2年度）には笠間市と益子町が連携したストーリー「かさましこ」として、文化庁から「日本遺産」の構成文化財の一つに認定された。

### 古窯いわした
- 地図 - Google マップ - 古窯いわした（岩下製陶）

### 古窯いわした広場
- 古窯いわした広場
- 古窯いわした (@koyo_iwashita) - Instagram

座標: 北緯36度27分58.4秒 東経140度06分28.1秒 / 北緯36.466222度 東経140.107806度